# 2 Francos, 40 pesetas
2 Francos, 40 pesetas, es una película española dirigida y protagonizada por Carlos Iglesias, estrenada el 28 de marzo de 2014. Es la segunda parte de la película del mismo director Un franco, 14 pesetas, estrenada el 5 de mayo de 2006.

## Sinopsis
Han pasado siete años desde que Martín y su familia dejaron Suiza y volvieron a Madrid. Ahora, en 1974, con motivo del bautizo del segundo hijo de Marcos, los antiguos amigos se reencontrarán y se producirá una nueva invasión de españoles que revolucionará Uzwil.

## Comentarios
Versión española, La 1, 13 de marzo de 2015, con motivo de la emisión de: 2 francos, 40 pesetas.

### Producción y rodaje
La película se filmó en Madrid y en diversos lugares de Suiza.